# Lago dei Bouillouses

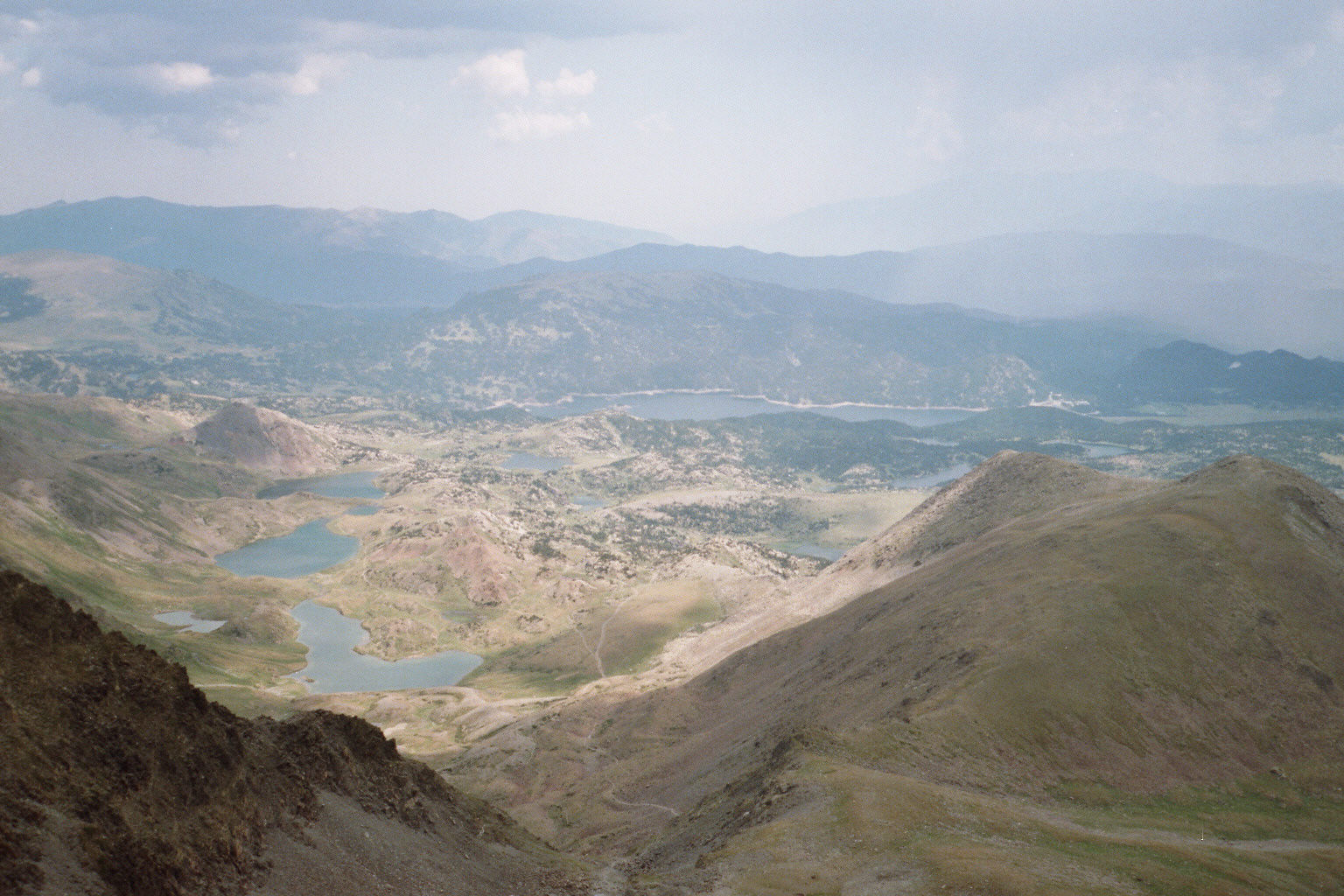
Laghi intorno al Bouillouses vista dal Pic Carlit

Il lago dei Bouillouses (in francese lac des Bouillouses, in catalano llac de la Bollosa) è un lago artificiale francese che si trova nei Pirenei Orientali, nella regione Linguadoca-Rossiglione. È formato da uno sbarramento sul fiume Têt.